# Weiher Friedrichsfelde Nord
Der Weiher Friedrichsfelde Nord (auch Reichsbahnteich genannt) ist ein Gewässer, ein ehemaliges Flächennaturdenkmal und ist heute ein geschütztes Laichbiotop im Ortsteil Marzahn des Berliner Bezirks Marzahn-Hellersdorf. Das Gewässer hat eine Fläche von 450 m² und das Gesamtbiotop von 1000 m². Zu erreichen ist es über den Zugang der Rhinstraße.

## Geschichte

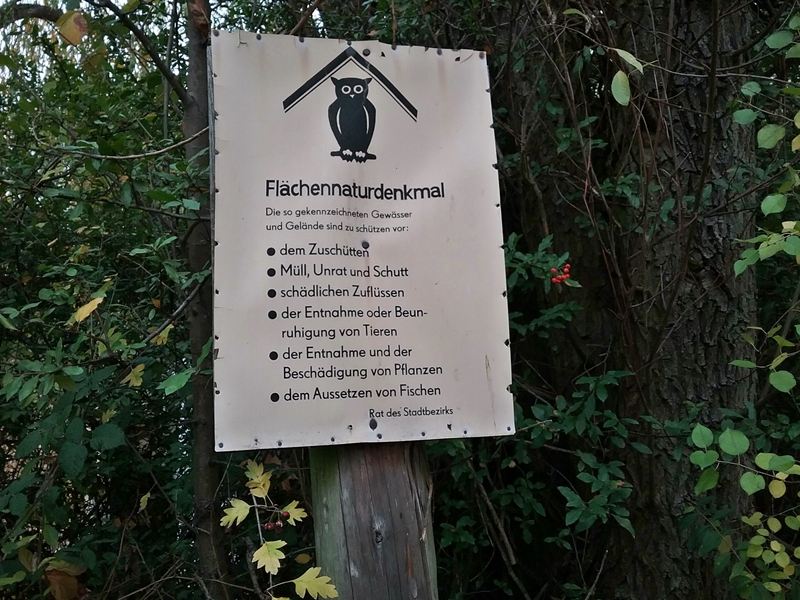
Altes Flächennaturdenkmalschild im Weiher Friedrichsfelde Nord

Der Weiher Friedrichsfelde Nord entstand ursprünglich aus einem Explosionskrater und wurde zu einem Fischteich erweitert. Im Jahr 1973 wurde die Nutzung als Fischteich gänzlich aufgegeben und in den folgenden Jahren hat man den Weiher mit Unrat aufgefüllt. Im Jahr 1981 erfolgte die Beräumung von Sperrmüll. Ein Jahr später wurde eine Entschlammung des Weihers vorgenommen und nochmal ein Jahr später wurde er unter Schutz gestellt. Danach erfolgt regelmäßig die Beräumung von Schutt und Müll. Im Jahr 1993 erfolgte zur Verbesserung der Wasserqualität die Einleitung von 700 Kubikmeter Frischwasser. Am Ende der 1990er Jahre hat man die Freilegung des Grabensystems der Kleingartenanlage gemacht.

## Flora und Fauna
Im Gebiet des Weihers befinden sich Gehölzbestände, die bestehen aus Weiden, Buchen, Hagebutte, Haselnuss und Brombeeren. Im südlichen Bereich ist eine Wiese und dort steht ein Bienenwagen für Bienen. Das Gewässer ist ein sehr wertvoller Lebensraumbiotop für folgende Fauna: Kammmolch, Teichmolch, Erdkröte, Knoblauchkröte, Grasfrosch und Teichfrosch. Um den wertvollen Lebensraum zu schützen, ist das gesamte Gebiet um den Weiher eingezäunt.